# プログラムマネージャ
プログラムマネージャは、以下のOSに搭載されている、プログラム起動用のグラフィカルシェル（プログラムランチャー）である。
- OS/2 1.x (Presentation Manager)
- Windows 2.x、Windows 3.x及びWindows NT 3.x（以下、本稿にて解説）

## 概要
プログラムマネージャは、その中にプログラムグループと呼ばれるフォルダのような入れ物の中にアイコンを使ったプログラムのショートカットなどを作成、表示することによって成り立っている。アプリケーションを実行することを目的とするソフトウェアであるため、ランチャーの一種であるとも言える。実行ファイル名はProgman.exe。
Windowsの終了、再起動もここから行えた。また、Windows 95、Windows NT 4.0以降に搭載されているWindows Explorerとは異なり、グラフィカルシェルとファイル管理ソフト（ファイルマネージャ）は完全に分離されている。
なお、Windows 3.1からWindows 95へのアップデートを行う際、プログラムマネージャに登録されているプログラムグループおよびアイコンは、「スタート」メニューの「プログラム」にフォルダまたはショートカットとして変換したものがコピーされる。ただし設定が同期されているわけではなく、Windows 95上でプログラムマネージャに登録したプログラムグループおよびアイコンは、「スタート」メニューに反映されない（逆も同様）。
Windows 95、Windows NT 4.0からはプログラムマネージャに代わりWindows Explorer（エクスプローラ）がグラフィカルシェルとして使われるようになったが、プログラムマネージャそのものは残っており、SYSTEM.INIを書き換えることによってWindows Explorerの代わりにプログラムマネージャをシェルとして利用することができた。大抵の環境ではルートディレクトリにあるWindowsフォルダ、もしくはWindowsフォルダの中のSystemフォルダにプログラムマネージャは格納されている。（ex C:\WINDOWS\SYSTEM32\PROGMAN.exe)　ただし、グラフィカルシェルとして利用している場合、デスクトップにアイコンを配置できないなどの一部機能制限がある。なお、ファイルマネージャをシェルとして使用することも可能である（これはWindows 3.0などでも同様）。
その後のWindowsにもプログラムマネージャ・ファイルマネージャは同梱されていたが、ファイルマネージャはWindows 2000以降は廃止された。また、プログラムマネージャもWindows XP Service Pack 2以降、Progman.exeは存在するもののプログラムマネージャは起動できなくなった。
そして、Windows Vistaでは、プログラムマネージャはスタートメニューに完全に置き換えられ、ファイル自体も存在しなくなった。

## 関連記事
- Microsoft Windows
- Windows Explorer
- MS-DOS
- OS/2